# Kia Besta
Besta é um modelo de van que foi produzida pela Kia Motors e vendida no Brasil entre os anos de 1993 e 2005.

## Primeira geração brasileira (1989–1993)
A produção dos modelos da primeira geração iniciou, internacionalmente, em 1989; as vendas, no Brasil, começaram em 1993, estendendo-se até 1997. A então desconhecida Kia Motors trouxe para o país o modelo Best-A, que acabou sendo popularizada com o polêmico e inusitado nome “Besta”. A partir de 1994, a Kia Besta praticamente dominou o mercado de vans, se tornando a mais vendida do país.

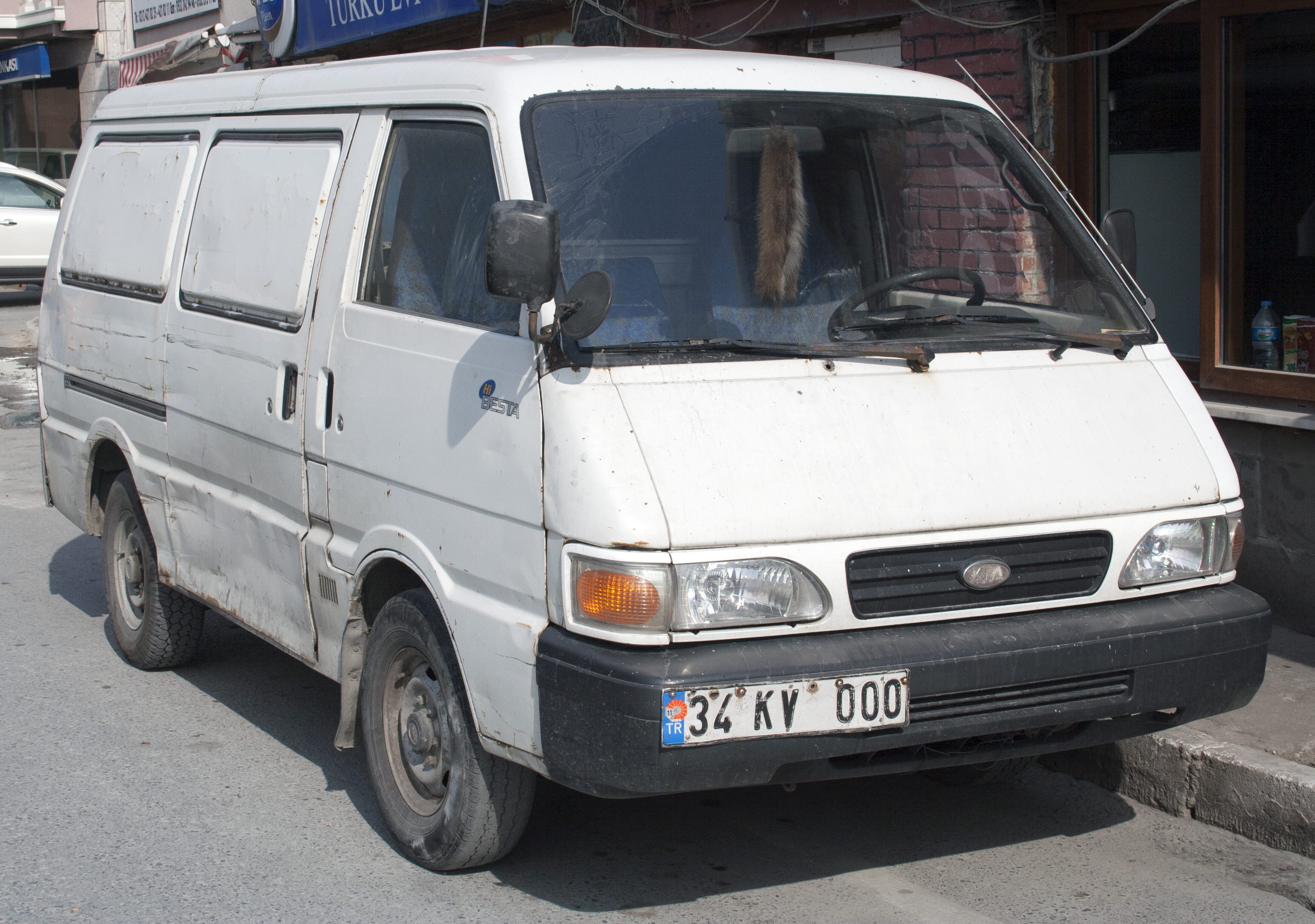
Kia HiBesta 2.7 EST (model-A).

De 1993 a 1995, as primeiras unidades da Besta tinham visual mais simples e um motor diesel 2.2 litros de 62 cv. No final de 1994, a Besta ganhou uma nova dianteira, novas versões mais completas, e o conhecido motor 2.7 diesel, 4 cilindros de 80 cv e 17.5 kgfm de torque, que permitia à Besta ter um desempenho razoável, indo aos 128 km/h, 0 a 100 km/h em 30 segundos. O câmbio era manual, com 5 marchas.

## Terceira geração brasileira (1998-2003)
A terceira geração teve uma completa atualização do modelo (já como modelo 98), com uma nova carroceria, que teve todas as suas dimensões alongadas. Acompanhando a evolução, a Kia também lançou, em abril de 2000, a versão GS Grand, contava com motor 3.0 a diesel e capacidade para levar 16 passageiros.

## Quarta geração brasileira (2004-2006)
A sua última geração foi um face-lift da terceira geração. No Brasil, foi vendido apenas a versão Grand 3.0.
Desde sua inserção no mercado brasileiro, a Besta se tornou um sucesso de vendas, sendo o veículo importado mais emplacado do país nos anos de 1997, 1998 e 2001. Esse sucesso, porém, terminou em 2005, quando a Kia parou a produção da Besta, mesmo esta representando mais de 50% do seu faturamento anual naquele ano. Mas a produção do veículo duraria mais um ano.
No Salão Internacional do Automóvel de 1996, a Kia mostrou um modelo da Besta que se transformava em um robô gigante. A atração gerou enormes filas de curiosos durante a 19ª edição do evento.